# Selkä-Kissakari
Selkä-Kissakari är en obetydlig liten ö i Finland. Den ligger i sjön Längelmävesi och i kommunen Kangasala i den ekonomiska regionen Tammerfors och landskapet Birkaland, i den södra delen av landet, 150 km norr om huvudstaden Helsingfors. Öns area är omkring 550 kvadratmeter och dess största längd är 40 meter i sydöst-nordvästlig riktning.